# Filipp Vighel
Filipp Vighel (n. 1786 – d. 1856) a fost unul dintre cei mai cunoscuți memorialiști ruși (tătăl său era de origine suedez din Estonia), prieten al lui Pușkin, membru al cenaculului „Arzamas” și autor al binecunoscutelor și popularelor în Rusia – „Albume” (Записки; ediție completă în șapte părți, 1892), care oferă un bogat material despre istoria de viață și obiceiurile rușilor din prima jumătate a secolului al XIX-lea, caracteristici ale diferitelor figuri ale timpului. 
A fost, de asemenea, viceguvernator al Basarabiei pentru o scurtă perioadă de timp. 

## Legături externe
- ru  «Воспоминанія Филиппа Филипповича Вигеля», университетское изданiе Каткова и Ко в 7и частяхъ , Москва, 1864 годъ.
- ru  Вигель Филипп Филиппович «Записки»
- ru  Липранди И.П. Из записок И.П. Липранди. (По поводу воспоминаний Вигеля) // Русский архив, 1870. - Изд. 2-е. - М., 1871. - Стб. 331-374. Arhivat în 27 decembrie 2013, la Wayback Machine.